# Pristurus adrarensis
Pristurus adrarensis es una especie de gecos de la familia Sphaerodactylidae.

## Distribución geográfica
Es endémica de Adrar (Mauritania).